# Супербол LIX
Супербол LIX су 9. фебруара 2025. играли Канзас Сити чифси и Филаделфија иглси на Сизарс Супердому у Њу Орлеансу. Иглси су победили са 40:22, а MVP је био њихов квотербек Џејлен Херц. Ово је било 59. по реду финале НФЛ-а у овом формату.
За разлику од прошлог сусрета ових екипа у 57. Суперболу, у коме су Чифси победили са 38:35 голом Харисона Баткера у последњим секундама утакмице, у овом Суперболу су Иглси прилично убедљиво победили Чифсе. До краја треће четвртине Чифси нису постигли ниједан поен, при чему је највећа разлика за Филаделфију била 34:0, а Патрик Махомс је бацио два пресецања која су довела до два тачдауна Филаделфије. Поред тога, одбрана Иглса је без блицања успела да велики број пута обори Махомса за губитак јарди, а њихов шутер Џејк Елиот је упркос проблемима у регуларној сезони на овој утакмици био без грешке.
Чифси су у овом Суперболу били благи фаворити за победу. Да су победили, то би био први пут у ери Супербола да је нека екипа у НФЛ-у успела да три пута узастопно буде шампион.
На полувремену је наступао Кендрик Ламар.
Утакмицу је у Србији директно преносила Арена спорт.

## Претходни наступи финалиста
Наведена су и финала пре тзв. Супербол ере која је започела 1966. Чифси су учествовали у првом Суперболу 1966. када су изгубили од Грин Беј Пакерса са 35:10. Иглси су пре Супербол ере играли у 4 финалне утакмице од којих су победили у 3, а наступали су и у 4 Супербола од којих су три изгубили, а један освојили 2017. победом над Њу Ингланд Пејтриотсима резултатом 41:33.
Канзас Сити игра своје треће узастопно финале, и има шансу да освоји три титуле заредом, што у Супербол ери нико до сада није урадио.
| Клуб              | Претходни наступи у финалима (подебљане године означавају победника те године)                                                        |
| ----------------- | --- |
| Канзас Сити чифси | 6: Супербол I (1966), Супербол III (1969), Супербол LIV (2019), Супербол LV (2020), Супербол LVII (2023), Супербол LVIII (2024)       |
| Филаделфија иглси | 7: Финале НФЛ 1947, Финале НФЛ 1948, Финале НФЛ 1949, Финале НФЛ 1960, Супербол XV (1980), Супербол XXXIX (2004), Супербол LII (2017) |

## Стадион
Сизарс Супердом, локално познат и само као Супердом због своје куполе, је отворен 3. августа 1975. као Лујзијана супердом. Тренутно име носи од 2021, када је Мерцедес Бенц престао да их спонзорише, а право на име је преузео ланац ресторана Сизарс. Савремени капапцитет за амерички фудбал износи 73.208, а у посебним приликама се може повећати на 76.468. Подлога је вештачка трава.
До сада се на Супердому одиграло 7 Суперболова. Пре овог, најскорије је одигран XLVII 9. фебруара 2013, који је чувен по томе што је на стадиону нестала струја током треће четвртине.
Занимљиво, Њу Орлеанс сејнтси до сада нису играли Супербол на свом стадиону.
| Датум            | Супербол | Гост                        | Поени | Домаћин                     | Поени | Посећеност |
| ---------------- | -------- | --------------------------- | ----- | --------------------------- | ----- | ---------- |
| 15. јануар 1978. | XII      | Далас каубојси              | 27    | Денвер бронкоси             | 10    | 76.400     |
| 25. јануар 1981. | XV       | Оукланд рејдерси            | 27    | Филаделфија иглси           | 10    | 76.135     |
| 26. јануар 1986  | XX       | Чикаго берси                | 46    | Њу Ингланд пејтриотси       | 10    | 73.818     |
| 28. јануар 1990  | XXIV     | Сан Франсиско фортинајнерси | 55    | Денвер бронкоси             | 10    | 72.919     |
| 26. јануар 1997  | XXXI     | Њу Ингланд пејтриотси       | 21    | Грин Беј пакерси            | 35    | 72.301     |
| 3. фебруар 2002  | XXXVI    | Сент Луис рамси             | 17    | Њу Ингланд пејтриотси       | 20    | 72.922     |
| 3. фебруар 2013  | XLVII    | Балтимор рејвенси           | 34    | Сан Франсиско фортинајнерси | 31    | 71.024     |

## Технички подаци о утакмици
Судија на овој утакмици је био ветеран Рон Торберт, коме је то после 56. Супербола други у коме ће бити главни судија.
Пре почетка утакмице је Пост Малон наступао испред стадиона. Наступ је уживо преношен на Јутјубу. Химну САД је пре почетка утакмице отпевао Џон Батист, док су након тога Прелепу Америку отпевали Тромбон Шорти и Лорен Дејгл. На полувремену је наступао Кендрик Ламар, који је као и главни судија био на Суперболу LVI, али као један од пратећих уметника. Ово му је први наступ као водећи уметник на Суперболу.
Цена рекламе од 30 секунди за време Супербола је износила око 8 милиона америчких долара.

## Пут до финала
Канзас Сити чифси и Детроит лајонси нису играли вајлдкард рунду као првопласирани у својим лигама.

### АФЦ
|  | Вајлдкард рунда      | Вајлдкард рунда   |                   |    | Дивизијска рунда | Дивизијска рунда |  |  | Финале конференције | Финале конференције |
|  |                      |                   |                   |    |                  |                  |  |  |                     |                     |
|  | 11. јануар           |                   |                   |    |                  |                  |  |  |                     |                     |
|  |                      |                   |                   |    |                  |                  |  |  |                     |                     |
|  | Балтимор рејвенси    | 28                |                   |    |                  |                  |  |  |                     |                     |
|  | Балтимор рејвенси    | 28                | 19. јануар        |    |                  |                  |  |  |                     |                     |
|  | Питсбург стилерси    | 14                |                   |    |                  |                  |  |  |                     |                     |
|  | Питсбург стилерси    | 14                | Бафало билси      | 27 |                  |                  |  |  |                     |                     |
|  | 12. јануар           |                   | Бафало билси      | 27 |                  |                  |  |  |                     |                     |
|  |                      | Балтимор рејвенси | 25                |    |                  |                  |  |  |                     |                     |
|  | Бафало билси         | Балтимор рејвенси | 25                | 31 |                  |                  |  |  |                     |                     |
|  | Бафало билси         |                   | 26. јануар        | 31 |                  |                  |  |  |                     |                     |
|  | Денвер бронкоси      | 7                 |                   |    |                  |                  |  |  |                     |                     |
|  | Денвер бронкоси      | 7                 | Канзас Сити чифси | 32 |                  |                  |  |  |                     |                     |
|  | 11. јануар           |                   | Канзас Сити чифси | 32 |                  |                  |  |  |                     |                     |
|  |                      | Бафало билси      | 29                |    |                  |                  |  |  |                     |                     |
|  | Хјустон тексанси     | Бафало билси      | 29                | 32 |                  |                  |  |  |                     |                     |
|  | Хјустон тексанси     | 18. јануар        |                   | 32 |                  |                  |  |  |                     |                     |
|  | Лос Анђелес чарџерси | 12                |                   |    |                  |                  |  |  |                     |                     |
|  | Лос Анђелес чарџерси | 12                | Канзас Сити чифси | 24 |                  |                  |  |  |                     |                     |
|  |                      |                   | Канзас Сити чифси | 24 |                  |                  |  |  |                     |                     |
|  |                      |                   | Хјустон тексанси  | 12 |                  |                  |  |  |                     |                     |
|  |                      |                   | Хјустон тексанси  | 12 |                  |                  |  |  |                     |                     |
|  |                      |                   |                   |    |                  |                  |  |  |                     |                     |
|  |                      |                   |                   |    |                  |                  |  |  |                     |                     |
|  |                      |                   |                   |    |                  |                  |  |  |                     |                     |

### НФЦ
|  | Вајлдкард рунда      | Вајлдкард рунда      |                      |    | Дивизијска рунда | Дивизијска рунда |  |  | Финале конференције | Финале конференције |
|  |                      |                      |                      |    |                  |                  |  |  |                     |                     |
|  | 13. јануар           |                      |                      |    |                  |                  |  |  |                     |                     |
|  |                      |                      |                      |    |                  |                  |  |  |                     |                     |
|  | Лос Анђелес рамси    | 27                   |                      |    |                  |                  |  |  |                     |                     |
|  | Лос Анђелес рамси    | 27                   | 19. јануар           |    |                  |                  |  |  |                     |                     |
|  | Минесота вајкингси   | 9                    |                      |    |                  |                  |  |  |                     |                     |
|  | Минесота вајкингси   | 9                    | Филаделфија иглси    | 28 |                  |                  |  |  |                     |                     |
|  | 12. јануар           |                      | Филаделфија иглси    | 28 |                  |                  |  |  |                     |                     |
|  |                      | Лос Анђелес рамси    | 22                   |    |                  |                  |  |  |                     |                     |
|  | Филаделфија иглси    | Лос Анђелес рамси    | 22                   | 22 |                  |                  |  |  |                     |                     |
|  | Филаделфија иглси    |                      | 26. јануар           | 22 |                  |                  |  |  |                     |                     |
|  | Грин Беј пакерси     | 10                   |                      |    |                  |                  |  |  |                     |                     |
|  | Грин Беј пакерси     | 10                   | Филаделфија иглси    | 55 |                  |                  |  |  |                     |                     |
|  | 12. јануар           |                      | Филаделфија иглси    | 55 |                  |                  |  |  |                     |                     |
|  |                      | Вашингтон командерси | 23                   |    |                  |                  |  |  |                     |                     |
|  | Вашингтон командерси | Вашингтон командерси | 23                   | 23 |                  |                  |  |  |                     |                     |
|  | Вашингтон командерси | 18. јануар           |                      | 23 |                  |                  |  |  |                     |                     |
|  | Тампа Беј баканирси  | 20                   |                      |    |                  |                  |  |  |                     |                     |
|  | Тампа Беј баканирси  | 20                   | Детроит лајонси      | 31 |                  |                  |  |  |                     |                     |
|  |                      |                      | Детроит лајонси      | 31 |                  |                  |  |  |                     |                     |
|  |                      |                      | Вашингтон командерси | 45 |                  |                  |  |  |                     |                     |
|  |                      |                      | Вашингтон командерси | 45 |                  |                  |  |  |                     |                     |
|  |                      |                      |                      |    |                  |                  |  |  |                     |                     |
|  |                      |                      |                      |    |                  |                  |  |  |                     |                     |
|  |                      |                      |                      |    |                  |                  |  |  |                     |                     |

## Уочи утакмице
Шутер Иглса Џејк Елиот је током сезоне и плејофа имао необичне потешкоће приликом шутева, па је при додатним поенима и за 3 поена неретко промашивао гол углавном са леве стране. Ипак, током сезоне је успевао да погоди и са 44 јарда. Према писању Филаделфија инквајерера, 4 или 5 играча Иглса је било болесно уочи утакмице, укључујући и једног од кључних играча одбране Џејлена Картера.

## Ток утакмице
| Клуб              | 1 | 2  | 3  | 4  | Укупно |
| ----------------- | - | -- | -- | -- | ------ |
| Канзас Сити чифси | 0 | 0  | 6  | 16 | 22     |
| Филаделфија иглси | 7 | 17 | 10 | 6  | 40     |

Иглси су прилично убедљиво победили Чифсе, који нису постигли ниједан поен све до пред крај треће четвртине. Пре тога је резултат био 34:0 за Филаделфију. Одбрана Иглса је без блицања неколико пута обарала Патрика Махомса за губитак јарди, а Махомс је бацио два пресецања која су Иглсима донела 14 поена. Шутер Иглса Џејк Елиот је, упркос тешкоћама у регуларној сезони и плејофу, ову утакмицу одиграо без грешке.
Одбрана Канзас Ситија је успела да ограничи Сејквона Барклија на релативно мали број јарди, али је зато Џејлен Херц пуно истрчао. Херц је и проглашен за  најбољег играча утакмице.